# Бакальская культура
Бакальская культура — археологическая культура железного века, существовавшая в IX—XIV/XV вв. в лесостепной зоне между Уралом и рекой Ишим. Была выделена в 1956 К. В. Сальниковым. Названа по Бакальским городищам на реке Исети — мысовы́м, защищенным глинобитными валами, облицованными брёвнами. Жилища наземные, с каминами-чувалами, открытый зев которых позволял освещать помещение пламенем, а также готовить пищу на котле, подвешенном над огнем. Таёжные традиции проявляются в округло-донной посуде с резным и ямочным узором в верхней части, а также в преобладании костяных наконечников стрел над железными. Вооружение, конское снаряжение и обряд погребения коней отражают влияние кипчаков с территории современного Казахстана. Прослеживаются также связи с культурами Приуралья и Прииртышья. Предположительно, бакальская культура отражает тюркизацию части угров Западной Сибири.

## История открытия

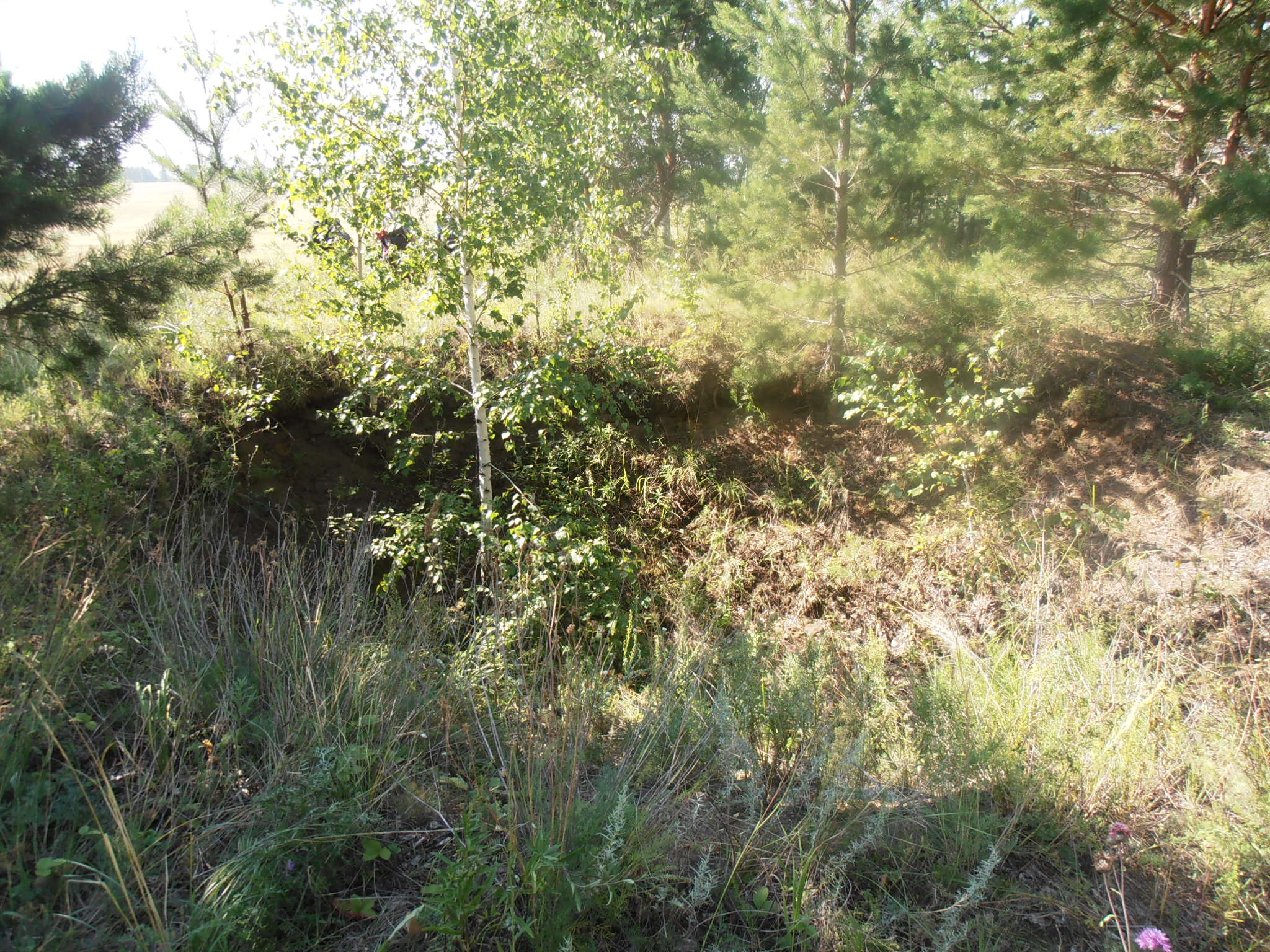
Оставшаяся после грабительских раскопок бугровщиков яма на Хрипуновском могильнике

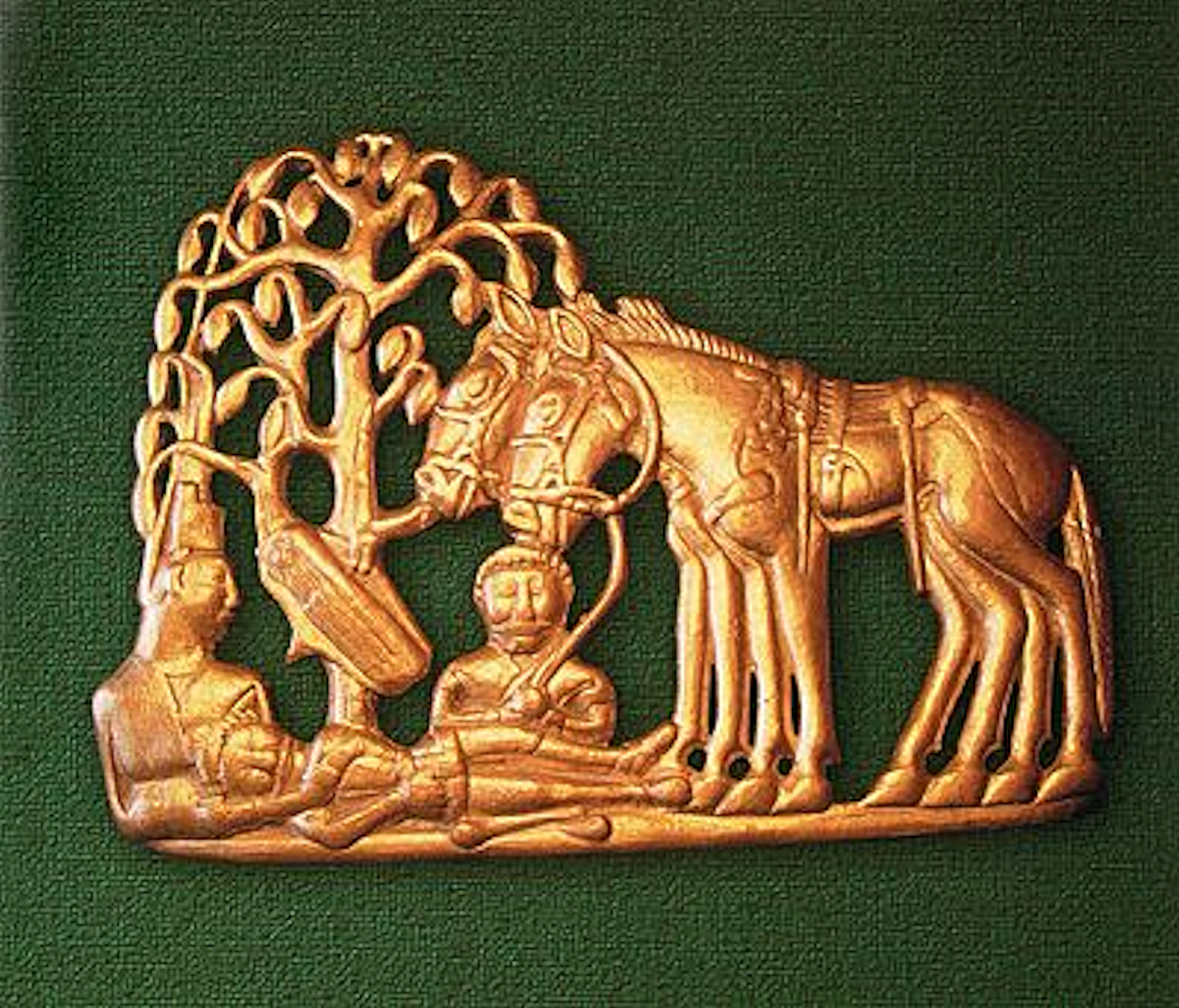
Поясная бляха из Сибирской коллекции Петра I

Первыми «исследователями» памятников Бакальской культуры в Ингальской долине стали так называемые «бугровщики», то есть грабители древних погребений из числа русских поселенцев. В 1669 году воевода Тобольского разряда П. И. Годунов сообщает царю Алексею Михайловичу, что из «татарских могил» в районе Исети извлекаются множество золотых и серебряные вещей и посуда. В результате этой грабительской деятельности большинство сокровищ из сибирских курганов были утрачены навсегда.
Вслед за русскими крестьянами ограблением древних могил Сибири стали заниматься и власти: 1712 году по поручению сибирского губернатора князя М. П. Гагарина комендант Шадринска князь Василий Мещерский начал раскопки курганов с целью извлечения золотых, серебряных и медных вещей для пополнения государственной казны. В течение 1715—1717 годов губернатор четырежды отправлял Петру I партии награбленных в древних могилах сибирских сокровищ. 250 отправленных Гагариным древних золотых изделий получили известность как Сибирская коллекция Петра Великого, которая сейчас размещена в галерее драгоценностей «Золото скифов» Государственного Эрмитажа.
Часть выкопанных бугровщиками из могил сокровищ оказалась в частных коллекциях далеко за пределами Российской империи. Самой известной из них была коллекция бургомистра Амстердама Николааса Витсена, состав её известен только по рисованным таблицам в третьем издании его книги «Noord en Oost Tartatye» (1785 год), в то время как сама коллекция после 1717 года исчезла из поля зрения наблюдателей.

## Ареал
Памятники бакальской культуры обнаружены на огромной территории, от Уральских гор на западе до реки Ишим, включая её правый берег на востоке. На севере граница распространения памятников бакальской культуры проходит по реке Иртыш от места впадения в него реки Ишим до слияния с рекой Тобол, затем поворачивает к югу по Тоболу и уходит на запад по реке Тавде. На юге ареал бакальских памятников захватывает реку Миасс и среднее течение реки Ишим. Но наиболее компактная группа поселков располагается на территории Тоболо-Исетского междуречья в Ингальской долине. Средневековье представлено в этой долине 21 памятником, из них 7 принадлежат бакальской культуре (IX—XV века), 4 относят к юдинской (X—XIII века), а остальные 10 памятников пока не обрели культурной атрибуции.

## Период существования
Радиоуглеродное датирование образцов органических остатков на раскопках позволяет предположить, что бакальское население могло проживать на Коловском мысу в Ингальской долине в VI—VII и VII—VIII вв. н. э. По Красногорскому (Лизуновскому) городищу в той же Ингальской долине радиоуглеродные данные дают два периода обживания мыса бакальском населением — VI—VII вв. н. э. и IX — начало XI вв. н. э. По Усть-Утякскому городищу (Змеиная горка), находящемуся в Кетовском районе Курганской области, бакальский комплекс датируется III—IV — VI вв. н. э. По Цареву городищу (находится в городской черте современной Тюмени), одному из поздних памятников бакальской культуры, результаты радиоуглеродного датирования указывают на непрерывное функционирование памятника в IX—XVII вв. н. э.. Принято считать, что бакальская и юдинская культуры существовали одновременно, но по мнению Волкова Е. Н., имеется необходимость в обосновании более ранней даты возникновения бакальской культуры, чтобы заполнить промежуток в 300 лет после исчезновения в V веке саргатской культуры

## Городища
Городища бакальской культуры расположены на речных мысах, удобных с точки зрения обороны. Площадь 0,4—3 тыс. м². Оборонительные сооружения состояли из рвов шириной до 15 м при глубине до 3 м и валов высотой около 5 м. Защитные стены в небольших бакальских городищах представляли собой деревянные бревенчатые заборы либо городни — деревянные клети-срубы, заполненные грунтом, а иногда сочетали и то и другое. Например, в исследованном Н. П. Матвеевой небольшом бакальском городище Старо-Лыбаевского-1 (на левом берегу Тобола) городня была ниже примерно на 2 метра внешнего забора и служила, по мнению исследовательницы, площадкой для стрелков, оборонявших городище от нападения.
По мнению Т. Н. Рафиковой, городища бакальской культуры можно разделить на две группы. К первой она отнесла поселения, расположенные на мысах и имеющие незамкнутые линии обороны, ко второй — городища, расположенные на террасах, имеющие округлые площадки и замкнутую систему обороны. По мнению исследователей, определяющими факторами в выборе места строительства укрепленных поселений являлись факторы безопасности, ресурсы занимаемой населением экологической ниши и наличие путей сообщения (Берлина и др.). На материалах изучения оборонительных сооружений городища Старо-Лыбаевского-1 археологом Н. П. Матвеевой прослежена тенденция к возрастанию трудовых затрат на оборонительные конструкции по сравнению с саргатским временем и кратковременность их эксплуатации.
Жилища в бакальских городищах были наземными.

## Жилища
Жилища бакальской культуры были изучены Рафиковой Т. Н. на шести памятниках. На основании анализа 17 сооружений она выделила пять типов жилых построек: 1) каркасные, легкие с основами из жердей, круглые или овальные в основании, цилиндро-конические постройки типа юрт изучены на Коловском или Старо-Лыбаевском городищах; 2) каркасные, легкие с основой из жердей, четырёхугольные в основании, углубленные в землю постройки изучены на Зотинском-1 городище; 3) каркасное, легкое, четырёхугольное в основании, наземное, прямоугольное с двухскатной крышей сооружение выявлено на Усть-Утякском городище; 4) стационарные, плетневые, четырёхугольные в основании, углубленные в грунт постройки расчищены на Царевом городище; 5) стационарная, пригодная для круглогодичного проживания каркасно-столбовая постройка, четырёхугольная в основании, углубленная в материк, схожая с «земляным домом» обских угров или полуземлянки «пои мот» селькупов, выявленная на Усть-Терсюкском-1 городище.
В течение срока существования археологической бакальской культуры заметна постепенная эволюция техники домостроительства. Это проявляется, например, в том, что на ранних бакальских памятниках преобладает каркасная техника возведения домов, тогда как на поздних появляется больше срубных построек с подпольями. Согласно выводам Матвеевой Н. П. и Раевской Н. Ю., развитие срубного домостроения отражает прогресс бакальцев в железном деревообрабатывающем инструменте и улучшение условий быта даже для сооружений сезонного проживания. По мнению исследовательниц, из этнографических аналогий наиболее близкими бакальским являются башкирские дома. Внутри бакальских жилищ найдены остатки печей и очагов. Практика сооружения в домах глинобитных печей-чувалов, вероятно, заимствована у жителей Средней Азии, лесостепного Приуралья или Прикамья, с которыми бакальское население поддерживало тесные связи. Такие камины предположительно состояли из одного лишь уходящего в потолок конуса из плотно составленных кольев, обмазанных толстым слоем глины. Высокий зев такой печи позволял готовить в ней пищу на подвешенном котле.

## Погребальный обряд
Могильники грунтовые. Умершие погребены в небольших ямах глубиной до 0,5 м, на спине вытянуто, головой обращены на юго-запад и запад. Погребальный инвентарь состоит из железных и костяных наконечников стрел, также включает ножи, бусы и серьги. Снаряжённые кони, сопровождавшие погребения, подняты на приступки и захоронены в узких ямах глубиной 0,6 м, взнузданные и оседланные с подогнутыми к животу ногами, с головой, обращенной на запад.

## Вещевой комплекс
Вещевой комплекс, обнаруженный в памятниках Бакальской культуры, включает железные ножи, ножницы, шилья, кресала, тигли, зернотерки, пряслица. Также обнаружена конская упряжь: удила с кольцевыми псалиями, железные кольца и пряжки, султанчики, умбовидные и сердцевидные бляхи, детали седел и другие ремесленные изделия.

## Политическое устройство
Ввиду отсутствия письменности у бакальцев и упоминания о них в письменных источниках других народов о политическом устройстве бакальской цивилизации ничего не известно.

## Военные угрозы
По мнению Н. П. Матвеевой, в бакальское время прослеживается тенденция к обострению социальных и территориальных конфликтов и стремление предупредить их превентивной защитой от нападения путем строительства укрепленных поселений. Огромные затраты сил и средств на строительство бакальцами целого ряда укреплений и содержание их гарнизонов свидетельствуют о том, что бакальская цивилизация находилась перед постоянной угрозой нападения соседних племен и народов. По мнению Н. П. Матвеевой, бакальцы вели военные действия велись в ранний период заселения Старо-Лыбаевского-1 поселения с карымскими таёжными мигрантами, расселившимися на севере лесостепи по долинам рек и озёр. Врагами бакальцев могли быть также кочевники гунно-праболгарского круга, принесшие на север лесостепи традицию захоронения человека с конем поверх могилы, реализованную в нескольких курганах могильника Устюг-1, расположенного в 3 км от городища и ему одновременного [Матвеева, 2016, с. 10]. В позднебакальский период краткосрочные набеги в лесостепь могли организовывать кочевники из числа кимаков и печенегов, а также могли вторгаться отдельные группы потчевашских мигрантов с востока, оставившие пока ещё мало исследованные памятники перейминского типа, такие как Воденниково-1, Перейминский могильник, датированные концом VII — началом IX в. [Матвеева и др., 2021]. Также не исключены и межобщинные столкновения, но из-за недостаточного количества изученных погребальных памятников четкие выводы на этот счет сделать невозможно. Однако могильник Устюг-1 дал доказательство военных сражений, что проявилось в ряде рубленых ран на скелетах людей всех половозрастных групп, в том числе у женщин и подростков, а также в документированном факте казни взрослого мужчины [Слепченко, Пошехонова, 2014, с. 89]. Следы увечий и травм на костях погибших позволяют считать, что погребенные в могилах участвовали в войнах, закончившихся поражением, или каких-то вооруженных конфликтах и в целом вели образ жизни, обуславливавший быстрый износ их организма и раннюю смерть. Вместе с тем отсутствие наступательного вооружения в бакальских могильниках, как считает Н. П. Матвеева, может указывать на оборонительный характер воинской культуры. Аналогичную идею ранее выдвигал Д. Н. Маслюженко, который считал, что линейное расположение бакальских крепостей по Исети, Миассу и Тоболу является отражением пограничных конфликтов со степняками.

## Керамика
Гончарные изделия чаще всего представлены горшками, которые были сделаны вручную, без использования гончарного круга, следовательно, бакальская керамика часто отражала индивидуальный уровень умений конкретных мастеров, которыми были как мужчины, так и женщины. Керамика круглодонная, сильно- и слабопрофилированная. Преобладают чаши. Орнаментация керамики бедная, в основном это резные и ямочные узоры, редко оттиски зубчатого штампа на плечиках и шейке. В литературе отмечается сходство в оформлении бакальского керамического комплекса с керамическими изделиями более ранней, существовавшей на той же территории с VII—VI веков до н. э. по III—V века н. э. саргатской культуры, что рассматривается как свидетельство их генетической связи. Вместе с тем в бакальской керамике обнаруживаются множественные влияния других культур Сибири того времени — племен лесного Притоболья и Прииртышья, карымской культуры, а также кушнаренковской культуры раннего средневековья, распространенной в Башкирии и Приуралье. На памятниках бакальской традиции также найдены открытые чаши, характерные только для этой культуры на её позднем этапе и отражающие степное влияние и процесс тюркизации
.

## Хозяйственная деятельность
Основу хозяйственной деятельности представителей Бакальской культуры составляли скотоводство, в основном коневодство, охота, рыболовство, различные ремесла. Изучение нагаров на горшках бакальского времени говорит о варке в них ухи, молочных каш, густых похлебок на мясной основе с добавлением каких-то растительных компонентов. Не исключается возможность земледелия, на что указывает наличие тёрочников и пест, предназначенных для переработки продуктов земледелия и присутствие небольшой доли зерновых в рационе бакальцев. Однако, поскольку материалов, ясно свидетельствующих о земледелии в бакальский период, пока не найдено, присутствие растительных компонентов в рационе бакальского населения может объясняться сборами дикорастущих злаковых и иных растений. При этом исследование рациона питания обитателей городища Усть-Утяк 1 по методике Л. Л. Гайдученко выявило значительное преобладание продуктов животного происхождения над растительными (77,78 и 22,22 % соответственно), что может свидетельствовать о высокой роли скотоводства, охоты и рыболовства в системе жизнеобеспечения его средневекового населения. Анализ палеозоологической коллекции по усть-утякскому городищу показал значительное преобладание домашних видов животных (89,22 %) над дикими (10,78 %), что может свидетельствовать о преобладании скотоводства при сохранении вспомогательной роли охоты. В составе стада можно отметить преобладание в материалах останков крупного рогатого скота, чуть меньшее количество костей соотносится с лошадью. Третью позицию среди останков домашних видов занимает мелкий рогатый скот. Объектами охоты бакальцев были дикие животные, добывавшиеся как с целью получения мяса для питания (такие, как лось, косуля, кабан), так и для получения меха, например, лисица, куница и т. п..

## Этническая принадлежность
Носителей Бакальской культуры связывают с уграми.